# NGC 6754
NGC 6754 (другие обозначения — PGC 62871, ESO 231-25, AM 1907-504, IRAS19075-5043) — спиральная галактика с перемычкой (SBb) в созвездии Телескоп.
Этот объект входит в число перечисленных в оригинальной редакции «Нового общего каталога».
В галактике вспыхнула сверхновая SN 2000do типа Ia, её пиковая видимая звездная величина составила 15,6.
В галактике вспыхнула сверхновая SN 1998dq, её пиковая видимая звездная величина составила 14,3.
В галактике вспыхнула сверхновая SN 2005cu типа II, её пиковая видимая звездная величина составила 16,1.